# Alojz Sokol
Alojz Sokol (maďarsky Alajos Szokolyi, též Alojsius, Szokoly, Szokol, (19. červen 1871 Hronec – 9. září 1932 Bernece) byl slovenský atlet, olympionik reprezentující Uhersko.

## Životopis
Navštěvoval školu v Bernecebaráti, kde od tří let vyrůstal u kmotrů, studoval na gymnáziu v Banské Štiavnici a v Levicích, medicínu na univerzitě v Budapešti (studium nedokončil). Župní archivář v Šahách, po roce 1918 statkář v Bernecebaráti.

## Sportovní kariéra
Představoval jednoho z průkopníků uherské i slovenské atletiky, závodil ve více disciplínách, v Budapešti startoval za Maďarský atletický klub (MAC). Roku 1896 se stal mistrem Uherska i Čech v běhu na 100 yardů, překonal 13 uherských rekordů. Největší úspěch dosáhl v roce 1896 na prvních olympijských hrách v Athénách. Startoval v 6 disciplínách, v běhu na 100 m obsadil 3. místo, v trojskoku výkonem 12,30 m 4. místo. Po olympiádě se aktivní činnosti vzdal, roku 1897 přispěl k založení Uherského atletického svazu. .